# Ванна Бардо
Ванна Бардо (англ. Vanna Bardot; нар. 3 лютого 1999, Маямі, Флорида, США) — американська порноакторка.

## Життєпис
Народилася 3 лютого 1999 року в Маямі, Флорида, США.
Зі школи займалася балетом. Хотіла стати перукаркою, для чого підробляла у перукарнях протягом трьох років.

### Порноіндустрія
Після досягнення повноліття почала зніматися на веб-камеру. У 2018 році у 19 років потрапила в порноіндустрію. Взяла псевдонімом ім'я дівчини з середньої школи.
Знімається в сценах мастурбації, традиційного та лесбійського сексу для різних студій та брендів, у тому числі Cherry Pimps, Digital Sin, Evil Angel, Girlfriends Films, MetArt, Reality Kings, TeamSkeet та VR Bangers.
У листопаді 2020 року обрана порносайтом Cherry Pimps «Вишенькою місяця».
У січні 2021 року порножурнал Penthouse вибрав Бардо «Кішечкою місяця». Цього ж місяця порносайт Bang! назвав її «Красунею січня».
У грудні 2021 року канадською порностудією Twistys була обрана як Treat of the Month.
У серпня 2023 року стала моделлю місяця студії TeamSkeet. У жовтні цього ж року обрана як «ангел» студії Vixen.
Була номінована на кілька порнопремій, у тому числі AVN Awards у категорії «Найкраща актриса другого плану» за роль у фільмі A Killer on the Loose.
У січні 2021 року за сцену з фільму Dance for Me (студія Deeper) була удостоєна премії AVN Awards у категорії «Найкраща сцена мастурбації/стриптизу».
У січні 2022 року знову удостоєна премії AVN Awards, цього разу в категоріях «Найкраща лесбійська сцена» та «Найкраща сцена тріолізму».
У січні 2023 року, на 21-й щорічній церемонії нагородження премії XBIZ Award, була визнана найкращою виконавицею року.
На 22-й церемонії XBIZ Award  21 січня 2024 року вдруге визнана найкращою виконавицею року. У цьому ж місяці перемогла в категорії «Краща виконавиця року» премії AVN Awards.
У січні 2025 року виступила співведучою (з Раян Рід) церемонії нагородження премії XMA Award.
За даними сайту IAFD на жовтень 2023 року, знялася у понад 550 порнофільмах та сценах.